# Rule, Britannia!
Rule, Britannia! es una canción patriótica británica, originaria del poema de James Thomson y musicalizada por Thomas Arne en 1740 con motivo de la que se creía segura victoria inglesa en el sitio al enclave hispano de Cartagena de Indias y que acabó en victoria para la Armada española. Su fama creció con la expansión marítima del Reino de Gran Bretaña y posteriormente del Reino Unido de Gran Bretaña e Irlanda y ha perdurado hasta hoy. Suele cantarse en el concierto «Last Night of the Proms», televisado cada verano por la BBC. También acostumbra a cantarse en eventos públicos como botaduras de buques de la Royal Navy o en los partidos de la selección inglesa de fútbol, donde a menudo resuenan sus versos más populares, «Rule, Britannia! Britannia, rule the waves. / Britons never, never, never shall be slaves» («¡Gobierna, Britania! Britania gobierna las olas. / Los británicos nunca, nunca, nunca seremos esclavos»).

## Letra
| Original | Traducción |
| When Britain first, at Heaven's command Arose from out the azure main; This was the charter of the land, And guardian angels sung this strain: “Rule, Britannia! rule the waves: Britons never shall be slaves.” The nations, not so blest as thee, Must, in their turns, to tyrants fall; While thou shalt flourish great and free, The dread and envy of them all. Rule, Britannia! rule the waves: Britons never shall be slaves. Still more majestic shalt thou rise, More dreadful, from each foreign stroke; As the loud blast that tears the skies, Serves but to root thy native oak. Rule, Britannia! rule the waves: Britons never shall be slaves. Thee haughty tyrants ne'er shall tame: All their attempts to bend thee down, Will but arouse thy generous flame; But work their woe, and thy renown. Rule, Britannia! rule the waves: Britons never shall be slaves. To thee belongs the rural reign; Thy cities shall with commerce shine: All thine shall be the subject main, And every shore it circles thine. Rule, Britannia! rule the waves: Britons never shall be slaves. The Muses, still with freedom found, Shall to thy happy coast repair; Blest Isle! With matchless beauty crown'd, And manly hearts to guard the fair. Rule, Britannia! rule the waves: Britons never shall be slaves. | Cuando Gran Bretaña, por mandato del cielo, Emergió por primera vez de la mar azur Este fue el fuero del país Y los ángeles guardianes cantaron este verso: “¡Gobierna, Britania, gobierna las olas! Los britanos nunca serán esclavos.” Las naciones no tan agraciadas como tú Caerán, a su turno, ante los tiranos, Mientras que tú prosperarás, grande y libre, Siendo el temor y la envidia de todas ellas. ¡Gobierna, Britania, gobierna las olas! Los britanos nunca serán esclavos. Aún más majestuosa te alzarás, Más temible con cada ataque extranjero, Pues el ruidoso estruendo que desgarra el cielo No sirve más que para arraigar a tu roble nativo. ¡Gobierna, Britania, gobierna las olas! Los britanos nunca serán esclavos. Los altivos tiranos nunca te someterán. Todos sus intentos de doblegarte No harán más que excitar tu espléndida llama, No harán más que forjar su desgracia y tu renombre. ¡Gobierna, Britania, gobierna las olas! Los britanos nunca serán esclavos. A ti te pertenece el ámbito rural, Tus ciudades brillarán con el comercio, Tuyo será el súbdito mar Y cada costa que este bañe, tuya. ¡Gobierna, Britania, gobierna las olas! Los britanos nunca serán esclavos. Las Musas, con su renovada libertad, Recalarán en tu feliz costa. ¡Bendita Isla, coronada de belleza incomparable Y de corazones viriles para proteger a los débiles! ¡Gobierna, Britania, gobierna las olas! Los britanos nunca serán esclavos. |